# Пежо тип 172
Пежо тип 172 (фр. Peugeot Type 172) је аутомобил који се производио између 1922. и 1929. године од стране француског произвођача аутомобила Пежо у њиховим фабрикама у Болијеу и Сошоу. У том раздобљу је укупно произведено 57.932 јединице. Аутомобили произведени између 1922. и 1924. године су "Quadrilette", а то је био наследник Пежоа тип 161.
Аутомобил покреће четвороцилиндрични четворотактни мотор који је постављен напред, а преко кардана је пренет погон на задње точкове.
Тип 172 се производио у више варијанти са следећим карактеристикама:
| Модел (варијанта) | Година производње | Запремина         | Снага КС  | Међуосовинско растојање | Размак точкова                      | Дужина           | Ширина   | Висина           | Облик каросерије                                                                   | Број произведених јединица |
| ----------------- | ----------------- | ----------------- | --------- | ----------------------- | ----------------------------------- | ---------------- | -------- | ---------------- | ---------------------------------------------------------------------------------- | -------------------------- |
| 172               | 1922–1924         | 667 cm³           | 11        | 227 cm                  | 94,4 cm (напред) и 94,6 cm (позади) | 315 cm           | 120 cm   | 165 cm           | Quadrilette                                                                        | 8.705                      |
| 172 БЦ            | 1924–1925         | 667 cm³ и 720 cm³ | 11 и 11,5 | 227 cm                  | 97,1 cm (напред) и 96,6 cm (позади) | 322 cm           | 126 cm   | 165 cm           | кабриолет, торпедо, мало доставно возило, ландо                                    | 7.084                      |
| 172 БС            | 1924              | 720 cm³           | 11,5      | 227 cm                  | 94,5 cm                             | 298 cm           | 122,3 cm |                  | Quadrilette гранд спорт                                                            | 100                        |
| 172 M             | 1927–1928         | 695 cm³           | 12 и 14   | 226,8 cm                | 106 cm                              | 298 cm           | 122,3 cm |                  | торпедо кабриолет, лимузина, Faux кабриолет, кабриолет, доставно возило са цирадом | 11.970                     |
| 172 П             | 1925              | 720 cm³           | 12        |                         |                                     |                  |          |                  |                                                                                    | 61                         |
| 172 Р             | 1925–1927         | 720 cm³           | 12        | 227 cm                  | 97,1 cm (напред) и 96,6 cm (позади) | 340 cm           | 125 cm   | 165 cm           | торпедо кабриолет, лимузина, торпедо гранд спорт, доставно возило са цирадом       | 27.119                     |
| 172 РЕ            | 1926–1928         | 950 cm³           | 20        | 227 cm                  | 97,1 cm (напред) и 96,6 cm (позади) | 298,3 cm         | 119,5 cm |                  | торпедо, торпедо кабриолет, кабриолет, лимузина, доставно возило са цирадом        | 781                        |
| 172 С             | 1928–1929         | 695 cm³           | 12 и 14   | 226,8 cm                | 104,2 cm (напред) и 106 cm (позади) | 310 cm до 370 cm | 130 cm   | 162 cm до 166 cm | торпедо кабриолет, лимузина, Faux кабриолет, кабриолет, доставно возило са цирадом | 2.112                      |

## Галерија
- Пежо тип 172
- Пежо тип 172